# Sim Kwon-ho
Sim Kwon-ho (in hangŭl: 심권호, in hanja: 沈 權 虎; Seongnam, 10 ottobre 1972) è un lottatore sudcoreano specialista della lotta greco-romana.
Ha vinto due medaglie d'oro alle Olimpiadi del 1996 e del 2000 ed è l'unico lottatore sudcoreano che è riuscito a vincere due medaglie d'oro alle Olimpiadi.

## Carriera
Sim ha iniziato a lottare all'età di 13 anni. Mentre frequentava la Seoul Physical Education High School nel 1990, Sim fu selezionato per la squadra nazionale sudcoreana di lotta.
La prima volta che Sim si mise in evidenza fu ai Campionati Mondiali di lotta greco-romana del 1993, nei quali vinse la medaglia di bronzo nella categoria dei 48 kg. L'anno successivo, Sim ha vinto la medaglia d'oro nei 48 kg. ai Giochi asiatici. A partire dai Giochi asiatici del 1994, Sim ha conquistato medaglie d'oro nelle categorie dei pesi mosca leggeri (48 kg) e dei pesi mosca (54 kg) senza mai perdere un incontro nelle maggiori competizioni internazionali come Olimpiadi, Campionati del mondo, Giochi asiatici e Campionati asiatici fino il suo ritiro nel 2000.
Sim Kwon-ho ha vinto la medaglia d'oro alle Olimpiadi di Atlanta 1996 nella categoria pesi mosca leggeri (fino a 48 kg.), ultima edizione dei Giochi Olimpici in cui si disputò tale categoria, in seguito cancellata dalla Federazione internazionale.
Sim si ripeté quattro anni dopo alle Olimpiadi di Sydney 2000, quando vinse un'altra medaglia d'oro nella categoria dei pesi mosca (fino a 54 kg.). Anche in questa occasione fu l'ultima volta che tale categoria fu disputata ai Giochi Olimpici.
Sim è stato anche due volte Campione del mondo di lotta greco-romana, nel 1995 (48 kg.) e nel 1998 (54 kg.)
Vanta, inoltre, tre medaglie d'oro ed una medaglia d'argento ai Campionati asiatici.